# William Cavendish (2e duc de Devonshire)
William Cavendish, né en 1672 et mort le 4 juin 1729, 2e duc de Devonshire, est un homme politique britannique.

## Biographie
Fils de William Cavendish, il est membre de la Chambre des communes de 1695 à 1707 et Capitaine des Yeomen of the Guard de 1702 à 1707.
Il succède à son père dans le titre de duc de Devonshire et à la Chambre des lords en 1707. Il est reçu membre au Conseil privé la même année.
Il est Lord Steward de 1707 à 1710 puis de 1714 à 1716, Lord Lieutenant of Derbyshire, Justice in Eyre (en) de 1707 à 1711 et lord président du Conseil de 1716 à 1717 puis de 1725 à 1729.
Marié en 1688 à Rachel Russell, fille de Lord William Russell, il est le père de William Cavendish, de Lord James Cavendish (1701-1741) et de Lord Charles Cavendish, ainsi que le beau-père de Sir William Morgan (1700-1731) (en) et de Sir Thomas Lowther.

## Sources
- (en) Cet article est partiellement ou en totalité issu de l’article de Wikipédia en anglais intitulé « William Cavendish, 2nd Duke of Devonshire » (voir la liste des auteurs).